# David Anderson (roddare)
David Rollo "Dave" Anderson, född 8 april 1932, är en australisk före detta roddare.
Anderson blev olympisk bronsmedaljör i åtta med styrman vid sommarspelen 1952 i Helsingfors.